# Korziška republika
Korziška republika je bila država, nastala novembra 1755 z razglasitvijo neodvisnosti Korzike od Genovske republike. Narodni voditelj Pasquale Paoli je razglasil korziško ustavo, ki je bila kot prva napisana v italijanskem jeziku po načelih razsvetljenstva. V ustavi je bila med drugim zapisana tudi ženska volilna pravica. Republika je imela svojo upravo, sodni sistem in vojsko. Ukinjena je bila 9. maja 1769, ko jo je zasedla francoska vojska.

## Ustanovitev
Korziški boj za neodvisnost se je začel leta 1729. Po 26 letih bojev in zaporedju uspešnih vojaških akcij proti genovski nadoblasti se je slednja morala umakniti skoraj s celotnega ozemlja otoka razen iz nekaj obalnih mest. Pod poveljstvom narodnega domoljuba Pasquala Paolija se je oblikovala vlada Korziške republike, ki je upeljala številne reforme.  V Cortu, ki je bil razglašen za glavno mesto, je bila ustanovljena Univerza, v čast otoške svetnice je bil vpeljan Red sv. Devote. Republika je kovala svoj lastni denar, na katerem je bila upodobljena mavrova glava, tradicionalni simbol Korzike, v Muratu. Paolijeve ideje o samostojnosti, demokraciji in svobodi so dobile podporo pri pomembnih osebnostih, kot so bili filozofi Jean-Jacques Rousseau, Voltaire, Raynal, Mably [4]. Z izdajo Boswellovega Korziškega računa (An Account of Corsica) leta 1766 je Paoli postal znan širom Evrope.
Narodni parlament, imenovan Diet, je bil sestavljen iz delegatov, izvoljenih v vsakem distriktu po en za obdobje treh let, Volilna pravica je bila dana vsem moškim, starim vsaj 25 let. Ženske, ki so imele tradiconalno pravico glasovati na volitvah za vaške starešine in ostale lokalne uradnike, so si lastile pravico glasovanja tudi na državnih volitvah pod Republiko.

## Francoska zasedba
Leta 1767 je Republika prevzela otok Capraio od Genovežanov, ki so leto kasneje, obupani nad ponovno podreditvijo Korzike, z Versajskim mirom prodali pravico do otoka Francoskemu kraljestvu. Še istega leta so Francozi vdrli na otok in ga maja 1769 po bitki pri Ponte Novu anektirali. Paolijeva vojska je po porazu poiskala zatočišče v Veliki Britaniji. Z utrditvijo nadzora je otok leta 1770 tudi formalno postal francoska provinca.

## Posledice
Padec Korzike je bil slabo sprejet pri številnih v Veliki Britaniji, katera je bila glavni zaveznik in pokrovitelj prebivalcev otoka. Izgubo neodvisnosti Korzike so šteli za neuspeh britanske vlade, posledično pa tudi kot izgubo britanskih koristi v tem delu Sredozemlja. Vse to je vodilo k močni oslabitvi britanske vlade, na koncu pa tudi k njenemu padcu.
Številni korziški begunci so se bojevali za Britance v času Ameriškega boja za neodvisnost, z izjemnim ugledom so služili zlasti med velikim obleganjem Gibraltarja leta 1782.
Pridih korziške neodvisnosti, vključno s številnimi demokratičnimi načeli Korziške republike, so bili oživljeni pod Paolijem v času Anglo-Korziškega kraljestva v letih 1794−1796. Tedaj so  bile na otok za zaščito poslane britanske pomorske in kopenske sile, kljub temu pa so bili njihovi napori neuspešni, tako da je revolucionarna Francija znova pridobila nadzor nad otokom.